# Рэдулеску, Дем
Дем Рэдулеску (рум. Dem Rădulescu; 21 сентября 1931, Рымнику-Вылча — 17 сентября 2000, Бухарест) — румынский актёр театра, кино и телевидения. Педагог, профессор Национального университета театра и кино «И. Л. Караджале» в Бухаресте.
Почётный гражданин города Рымнику-Вылча.

## Биография
Сын торговца. Окончил Национальный колледж им. А. Лаговари в родном городе. В молодости активно занимался спортом. Был награждён золотой медалью на любительском чемпионате по боксу.
После окончания колледжа перед ним встал выбор между профессиональным боксом или актёрской карьерой. В 1956 на конкурсе молодых актеров получил первый приз за роль бандита Рыжикова в постановке «Флаги на башнях» по роману А.С.Макаренко.
Подружился с режиссёрами Ливиу Чулеем и Ионом Кояром, с которыми в дальнейшем тесно сотрудничал. Ливиу Чулей называл Д. Рэдулеску «гениальным актёром».
Считается одним из величайших комиков румынского кино. С 1959 года снялся в более 65 кино- и телефильмах. Играл на театральной сцене, занимался озвучиванием фильмов.
За особые заслуги в области театрального искусства в 1967 году награждён орденом «За заслуги в культуре». Почётный гражданин Рымнику-Вылча.
Умер от инсульта. Похоронен на бухарестском кладбище Беллу.

## Избранная фильмография
- 1959 — Телеграммы
- 1959 — Тайна шифра

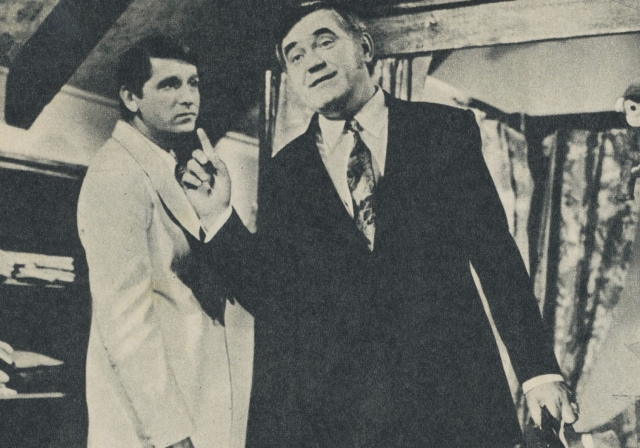
Дем Рэдулеску (справа) и Себастьян Папаяни в одном из фильмов

- 1961 — Pe litoral mi-a ramas inima (короткометражный)
- 1963 — Улыбка в разгаре лета
- 1963 — Отдых у моря
- 1963 — Politica si… delicatese
- 1964 — Dragoste la zero grade
- 1964 — Возраст любви
- 1965 — Праздники любви
- 1965 — Если бы не экзамены
- 1965 — Род Шоймаров
- 1966 — Corigenta domnului profesor
- 1966 — La portile pamîntului
- 1967 — Трижды Бухарест
- 1967 — Подземный
- 1967 — Sept hommes et une garce
- 1968 — Едут велосипедисты
- 1968 — Нокаут
- 1968 — K.O.
- 1970 — Antinevralgicul (телефильм)
- 1970 — Оперативная группа действует
- 1970 — Fratii
- 1970— B.D. în alerta — Profesorul de mimica
- 1971 — Оперативная группа в горах и на море
- 1971 — Оперативная группа в тревоге
- 1971 — B.D. în alerta — Vaduve cu termen redus
- 1972 — Asta-seara dansam in familie
- 1972 — Вероника
- 1973 — Взрыв
- 1973 — Originea si evolutia vehiculelor (телефильм)
- 1975 — Фантастическая комедия
- 1975 — Вероника возвращается
- 1976 — Serenada pentru etajul XII
- 1976 — Bufetul mimoza (телефильм)
- 1976 — Премьера
- 1977 — Aurel Vlaicu
- 1977 — Я, ты и... Овидий / Eu, tu si Ovidiu
- 1977 — Fair Play
- 1977 — Потерянное письмо (телефильм)
- 1977 — Tufa de Venetia
- 1978 — Руки Афродиты
- 1978 — Expresul de Buftea
- 1979 — Sapca si palaria (телефильм)
- 1981 — Am o idee
- 1981 — Destine romantice
- 1981 — Grabeste-te încet
- 1982 — Шантаж
- 1982 — Sfîntul Mitica Blajinu (телефильм)
- 1983 — Fram (ТВ-сериал)
- 1983 — Этот грустный весёлый цирк
- 1983 — Галакс, человек-марионетка
- 1984 — Galax, omul papusa
- 1984 — Секрет Бахуса
- 1984 — Акробат на Северном полюсе
- 1984 — Bocet vesel
- 1985 — Primavara bobocilor
- 1986 — Помещица Кирица
- 1987 — Кирица в Яссах
- 1987 — Потрясающие приключения мушкетеров
- 1988 — Omul din Buzau(телефильм)
- 1988 — Secretul armei secrete
- 1990 — Беспорядок  / Harababura
- 1992 — Milionar… la minut (телефильм)
- 1993 — O invitatie (телефильм)
- 1994 — Второе падение Константинополя
- 1996 — Atmosfera încarcata (телефильм)
- 1996 — Politica înalta (телефильм)